# Karel Raška (virolog)
Karel Raška (* 26. května 1939 Praha) je česko-americký lékař, molekulární virolog a genetik, imunolog a imunopatolog, který na začátku profesní kariéry působil jako biochemik. V roce 2010 mu prezident republiky Václav Klaus udělil státní vyznamenání Medaili Za zásluhy I. stupně.

## Biografie
Narodil se v Praze do lékařské rodiny epidemiologa Karla Rašky a farmakoložky Heleny Raškové. V letech 1956–1962 studoval Lékařskou fakultu hygienickou Univerzity Karlovy v Praze. Po promoci nastoupil jako postgraduální vědecký pracovník do Ústavu organické chemie a biochemie ČSAV. Roku 1965 obhájil kandidátskou dizertační práci na téma „Studium mechanismu biologického účinku 5-azacytidinu“ (CSc.). V období 1965–1967 absolvoval stipendijní stáž na Yaleově univerzitě, kde se věnoval biochemickým aspektům nádorových onemocnění. Po invazi vojsk Varšavské smlouvy v srpnu 1968 emigroval s manželkou do Spojených států natrvalo, kde začal na pozici biochemika, a poté se specializoval především na molekulární virologii. Od počátku působí na newjerseyské University of Medicine and Dentistry of New Jersey Robert Wood Johnson Medical School v Novém Brunšviku, kde v období 1989–92 vedl patologické oddělení, současně byl ředitelem oddělení experimentální patologie. V roce 1971 se habilitoval a o pět let později byl jmenován profesorem patologie a molekulární genetiky. Studuje molekulární biologii DNA onkovirů, imunopatologii a klinickou imunologii.
V letech 2006 až 2012 působil jako předseda celosvětové Společnosti pro vědy a umění založené ve Washingtonu roku 1958. Je čestným členem Učené společnosti České republiky. V letech 1976, 1978 a 1982 byl studenty zvolen nejlepším pedagogem na lékařské fakultě Rutgers Medical School (dnes Robert Wood Johnson Medical School). Od roku 1993 je čestným profesorem molekulární biologie a zahraničním členem vědecké rady 3. lékařské fakulty Univerzity Karlovy v Praze a v letech 1995, 1998, 2000 a 2004 byl zařazen mezi nejlepší lékaře Spojených států.
Za manželku má profesorku Janu Raškovou, lékařku působící ve stejné univerzitní nemocnici.